# Iba Kotaro
Kotaro Iba (sinh ngày 7 tháng 12 năm 1995) là một cầu thủ bóng đá người Nhật Bản.

## Sự nghiệp câu lạc bộ
Kotaro Iba đã từng chơi cho Montedio Yamagata.